# Historia de Calabria
La historia de Calabria se inició hace once milenios. Su territorio estaba habitado por una serie muy vasta de pueblos de la Antigüedad, como los aschenez, itali, ausonios, enotrios, lucanos, brucios, griegos y romanos; en la Edad Media, fue administrada  por los bizantinos, árabes y normandos; luego, siguiendo la suerte del Reino de Nápoles, por los angevinos y los aragoneses; al final encontró su ubicación primero en el Reino de Italia, y luego en la República italiana.

## Antigüedad

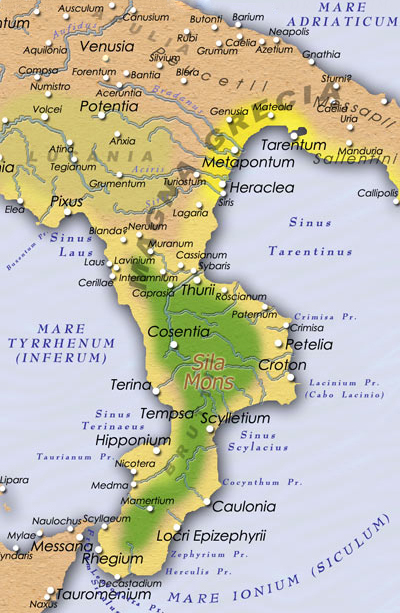
La Magna Grecia alrededor del año 280 a. C.

Calabria fue primero colonizada por tribus itálicas de habla osca. Dos de estas tribus, incluyen los enotrios (que se puede traducir aproximadamente como los "cultivadores de vid") y los italiotas. El contacto griego con estos últimos dio como resultado que toda la península, lo que hoy es Italia, tomara el nombre de tal tribu.
Dentro del ámbito de lo mitológico está la supuesta fundación de ciudades en Calabria por Bescio Askenazí, descendiente de Jafet. Fundaría, según esta hipótesis, la ciudad de Bisignano, con el antiguo nombre de Bescia, que luego los romanos llamaron Besidia. A esta región se la llamó, en la Antigüedad, Brucio o Brutio y fue colonizada por los griegos. Según los griegos, la región estaba habitada, antes de la colonización, por varias comunidades, entre las cuales los enotrios (cultivadores de la vid), los conos, los morgetes, los ítalos. Y propio por el mítico soberano Italo, Calabria fue llamada "Italia" por los colonizadores griegos. Con la colonización griega y la expansión brucia, los ítalos se trasladaron más al interior. Tanto Dionisio de Halicarnaso como Antíoco de Siracusa dicen que los enotrios son los primeros ocupantes que se recuerdan. Hecateo de Mileto, el primer geógrafo de la antigüedad clásica,[cita requerida] en el siglo VI a. C., describe a los morgetes como ubicados en la zona de Regio de Calabria, donde quedó su nombre, en San Giorgio Morgeto.
En el curso de la Edad de Hierro, grupos indoeuropeos penetraron en diversas oleadas en Italia, distribuyéndose a lo largo del arco de las dorsales apeninicas centro-meridionales. Colectivamente son conocidos con el nombre de italiotas. Entre ellos distinguimos las poblaciones de los samnitas, de los apulios, de los lucanos, todos caracterizados por una lengua común, el idioma osco.
Los griegos se asentaron intensamente a lo largo de la costa en fecha temperana y varios de sus asentamientos, incluyendo la primera ciudad italiana llamada Regio, y las siguientes Síbaris, Crotona y Locros, se contaron entre las ciudades líderes de la Magna Graecia durante los siglos VI y V a. C.. 
Las primeras colonias griegas establecidas en el territorio italiano, encontraron tres grandes poblaciones: ausonios, enotrios y yapigios. De origen indoeuropeo, los ausonios existían ya en torno al 1600 a. C., esto es al inicio del Bronce Medio. Ausonia era su territorio, se extendía del bajo Lacio hasta Calabria. Los enotrios vivían en el territorio al sur y los yapigios en la actual Apulia. Entre éstas, las de los Ausonios y de los Enotrios representan, según las fuentes, los más antiguos pueblos itálicos dominantes y había en el siglo VIII a. C. logrado una estabilidad territorial. Los brucios se concentraton en pequeñas villas distantes pocos kilómetros la una de la otra. Acuñaron moneda y se consolidaron las clases sociales, siendo la más importante la de los guerreros. Iniciaron las miras expansionistas y los brucios llegaron a obtener importantes éxitos tanto al sur como al norte de su territorio hasta chocar en el este con las grandes polis griegas de la Magna Grecia. Nació así la "Magna Bruttiorum", la culminación de la expansión, de la cultura y de la economía de los Brucios. Ocuparía lo que hoy es la provincia de Cosenza y parte de la Basilicata meridional.
Gente originaria de la gran isla de Eubea fundó en el 743 a. C. la ciudad de Regio (Regio de Calabria). En los años sucesivos, los aqueos dieron vida sobre el Mar Jónico primero a Síbari (720 a. C.) y luego a Crotona (710 a. C.), ante la necesidad de solucionar la carestía y sobrepoblación. Entre el 710 a. C. y el 690 a. C., un grupo de siervos provenientes de la región de Grecia llamada Lócrida, fundaron Locros Epicefiria, última ciudad fundada en Calabria por gente proveniente directamente de Grecia.
Los reginos fundaron Pixunte en Campania; los locreses fundaron Medma e Hiponio en Calabria, los sibaritas revitalizaron los centros aborígenes de Laos y Escidro en Calabria y fundaron Posidonia en Campania; los crotoniatas fundaron Terina y Escilacio y participaron en la fundación de Caulonia en Calabria; los zankleos y los reginos fundaron Metauro en Calabria.
Entre el 560 y el 550 a. C. lucharon entre sí Crotona y Locros Epicefiria; finalizó con la batalla sobre el río Sagra, en la que ganó la alianza entre Regio de Calabria y Locros Epicefiria. En el 510 a. C. los crotoniatas asaltaron la vecina Síbaris, y enfrentaron a los sibaritas sobre el río Trionto, en un combate entre 100.000 crotoniatas y 300.000 sibaritas; vencieron los primeros, que ocuparon Síbaris saqueándola durante setenta días y desviando sobre las ruinas de la ciudad las aguas del río Cratis.
En el 444 a. C. colonos atenienses y peloponesios fundaron, sobre el sitio de la destruida Síbaris, la colonia de Turios, por voluntad de Pericles en el plano de distensión correlato a la Paz de los Treinta Años en la guerra del Peloponeso.
En el 338 a. C. Locros Epicefiria pidió ayuda a Dionisio I de Siracusa contra las miras expansionistas de Regio de Calabria y de Crotona. Los siracusanos intervinieron en la península calabresa derrotando a los crotoniatas sobre el río Stilaro y ocupando por diez años Crotona, evento que puso fin al poder de esa ciudad; similar suerte tocó a Regio de Calabria que habiendo resistido los numerosos ataques de Dionisio I de Siracusa, en el 386 a. C. después de once meses de asedio fue tomada por los siracusanos y por algunos años también fue debilitada en su poder político. En torno al siglo IV a. C. los ausonios entraron en contacto con los romanos declarándose abiertamente contra ellos y aliándose con los samnitas. Las ciudades de la Pentápolis (Ausona, Minturnae, Vescia y Suessa) junto con Sinuessa, Capua y Nola, fueron atacadas, después de años de batallas y sangrientas guerras.
Los griegos fueron conquistados alrededor del siglo III a. C. por tribus oscas del norte, incluyendo una rama de los samnitas llamados lucanos y un brote de los lucanos llamados los brucios. Los brucios establecieron las principales ciudades de Calabria, incluyendo la moderna capital, Cosenza, entonces llamada Consentia. Entre la mitad del IV y la mitad del III siglo a. C., los brucios atacaron y conquistaron diversas ciudades magno-griegas (entre ellas Terina, Hiponio y otras) Llegaron a ser contenidos por las ciudades griegas sólo después de la alianza con Dionisio de Siracusa por un breve periodo. Los italiotas intentaron resistir por última vez invocando la ayuda de Alejandro el Moloso, rey de Epiro, pero también él fue derrotado por los Brucios y murió en la batalla de Pandosia (331 a. C.)

## Conquista romana
En el siglo III a. C. Calabria pasó a poder de los romanos. A partir de ese momento, la región no recuperó su anterior prosperidad.
Entre el 280 y el 275 a. C. se combatió la guerra Tarentina entre Roma y Tarento. Esta última pidió ayuda a Pirro, rey del Epiro, que en el 280 a. C. junto a sus aliados brucios y lucanos derrotó a los romanos en la Batalla de Heraclea gracias a la presencia de los elefantes de guerra. Pero Pirro se vio derrotado sucesivamente por los romanos en la batalla de Benevento en el año 275 a. C. y se retiró hacia Sicilia, donde Siracusa necesitaba ayuda contra los cartagineses. Transitando por Calabria, se dice que el ejército de Pirro saqueó el santuario de Proserpina en Locros, provocando la ira de los dioses. Eso, unido al hecho de que Roma había estrechado alianza con algunas de las últimas polis griegas de la Magna Grecia, entre ellas Regio de Calabria, hizo que Pirro retornase a su patria. Así, entre ciudades confederadas y colonias hacia el 272 a. C. los romanos se habían asegurado el dominio sobre todo el sur de Italia.
En el 270 a. C. las tierras propiedad de los brucios, les fueron arrebatadas por el Senado romano e incorporadas al ager publicus. La mayor parte de la actual Sila (del latín silva, esto es "bosque" y que en origen comprendía también el actual Aspro Monte) viene a formar parte del patrimonio del pueblo romano.
Seguido a la provocación cartaginesa con el asedio de Sagunto, en España, comenzará en el 217 a. C. la segunda guerra púnica. El general cartaginés Aníbal Barca después de haber tomado Sagunto y Masilia cruzará los Alpes y derrotará a los romanos sobre el río Trebia, sobre el Ticino, sobre el lago Trasimeno y en el 216 a. C. en la batalla de Cannas, en Apulia. Entonces hará una breve incursión sobre el Agro Romano antes de retirarse a Capua.
Entre 205 y 204 a. C., seguido a las fulgurantes victorias romanas en todos los escenarios de guerra, Aníbal Barca se retiró a Calabria, castigó las ciudades de Turios y Petelia, fieles a Roma, y premió a sus aliados brucios. Además hizo escribir una historia de las guerras púnicas de parte cartaginesa y ordenó que fuese conservada en el templo de Hera en Crotona, para que los romanos no pudieran falsear la historia de la guerra. Plutarco, escribiendo su obra, se atiene también a esa fuente. Pero los romanos estaban a las puertas: en el verano de 204 a. C. llegan a Calabria y hacen esclavos a los brucios para castigarlos por su rebelión. Vastos latifundios son requisados y asignados a exponentes de la aristocracia romana.
Desde 186 a. C. estalla en toda la Magna Grecia la represión de las Bacanales y del culto de origen griego de Dioniso en el marco de un plan de des-helenización del sur de Italia.

## Calabria en el Imperio romano
En el 132 a. C. el cónsul Popilius Lena ordena la construcción de la Vía Popilia, conocida también como Via Popilia que, recalcando el trazado hoy ocupado por la Autopista 3 y por la Ruta Nacional 18 llevaba hasta Regio de Calabria. En este periodo las principales localidades de Calabria son Crotona, Temesa, Turios, Vibo Valentia y Regio de Calabria.
Entre el 91 y el 89 a. C. se desarrolló la guerra Social, al término de la cual el Senado romano atribuyó a los itálicos la ciudadanía romana.
La Magna Grecia es conmiserada por Marco Tulio Cicerón en una carta del 44 a. C. escrita desde Calabria, durante el viaje que el senador emprende hacia Grecia en la confusa situación determinada por el asesinato de Julio César el 1 de marzo.
En la nueva división política italiana, Octavio Augusto incorporó Calabria y Basilicata en la Regio III Lucania et Bruttii, con capital y sede del corrector en Regio, mayor ciudad de la región.
En el año 61, el apóstol Pablo transita un día por Regio de Calabria], directo a Roma. El cristianismo se propagará en Calabria en los centros portuarios y a lo largo de la Vía Popilia, áreas vitales de la región romana.
El emperador Trajano hará abrir durante su gobierno la Vía Trajana, que coincide más o menos por la vieja Ruta Nacional 18.
En 305, el patricio de origen calabrés Bulla  se rebela contra el Imperio romano con 600 caballeros y 5000 infantes, comenzando una revolución cristiano-socialista ante litteram.[cita requerida] Será derrotado por las milicias imperiales pero Roma no podrá más controlar del todo los bosques de la Sila.
El 1 de octubre de 313, Constantino I el Grande promulga el Edicto de Milán a favor del cristianismo, que ya tiene tanta fuerza que en 391 el emperador Teodosio I el Grande  lo proclamará religión del Estado. En 363 Basilio el Grande desembarca en Calabria fundando varios monasterios, poniendo las bases de la gran tradición monástica calabresa-griega.
En 365, un devastador terremoto acompañado de un maremoto sacude el Mediterráneo meridional, afectando a las localidades costeras calabresas.
El Imperio romano se divide en dos troncos. El Imperio romano de Occidente, regido por Flavio Honorio  con capital en Rávena, sufre en el 410 la invasión de los godos de Alarico I, que saquearon Roma y marcharon después hacia el sur de Italia. La leyenda dice que Alarico I murió en Cosenza, siendo sepultado en la confluencia entre el Crati y el Busento bajo los dos ríos.

## Edad Media
Desde la caída del Imperio romano, los habitantes fueron en gran parte arrastrados tierra adentro por la expansión de la malaria y, desde principios de la Edad Media hasta el siglo XVII, por los ataques de piratas.
A principios de la Edad Media, Calabria fue ocupada por pueblos diversos: bizantina, ostrogodas y longobardos pasaron por aquí. Calabria quedó devastada durante la Guerra Gótica antes de pasar al gobierno de un dux local nombrado por el Imperio Bizantino. La invasión de los ostrogodos la afectó especialmente, por lo que los calabreses acogieron bien al general Belisario cuando desembarcó en Regio de Calabria en el 536 y avanzó hasta Nápoles sobre la costa tirrena. Los bizantinos dieron un nuevo impulso a la vida de Calabria: fundaron ciudades (Nepetia, hoy Amantea) y obispados de rito bizantino (Tropea, Gerace, Rossano, Nicotra). Bajo la dominación del Imperio bizantino en el Ducado de Calabria floreció particularmente el hermetismo. La invasión de los lombardos fue contrarrestada por los griegos sólo con grandes dificultades.
Invasión sarracena
Constantinopla, sin embargo, no pudo evitar los ataques de los árabes, que devastaron Calabria. En los siglos IX y X, Calabria, que había sido el rico almacén de grano de Roma antes de que se conquistara Egipto, era la tierra fronteriza entre el gobierno bizantino y los emires árabes de Sicilia, sometida a ataques y escaramuzas, despoblada y desmoralizada, con vibrantes monasterios griegos proporcionando fortalezas de cultura. Muchos de los calabreses de habla griega se trasladaron al Peloponeso.
En 827, con el desembarco árabe en Mazara, Sicilia deviene provincia musulmana y el dominio bizantino en la Italia meridional fue cada vez más incierto. También el Ducado de Calabria resintió de esta nueva situación: grupos de árabes en efecto se apoderaron entre 840 y 842 de las ciudades de Tarento y Bari. La situación deviene ahora más precaria cuando Tropea, Amantea y Santa Severina fueron ocupadas por los Sarracenos y sobre todo cuando en 905 Abû el’-Abbâs, Califa sarraceno, conquista Regio de Calabria en una batalla en la cual encuentran la muerte 17.000 calabreses; Regio sujeta a los Sarracenos viene llamada Rivah. Este periodo signa el inicio de un largo conflicto de árabes y griegos al disputarse Regio y los territorios del Ducado de Calabria.
En 906 la capital fue reconquistada por los bizantinos y, por su importancia estratégica, en 907 Regio de Calabria deviene sede del "Duque de Calabria y de Italia", magistrado que gobierna todos los dominios griegos de la península. En 913 el duque de Calabria es Eurastrasio y la ciudad sufre nuevas incursiones sarracenas.
Sucesivamente el duque de Calabria Mazzalo fue muerto en 916 por los calabreses por su arrogancia. Por venganza el tutor del emperador Romano Lecapeno exhorta a los sarracenos a salir a saquear Regio de Calabria, pero aprovechan para tomar la ciudad en 918 al mando de Olobecchio, sarraceno de Squillace. Olobecchio fue a su vez privado en 920 de los territorios de Regio de Calabria, Catanzaro, Cosenza y Squillace (su cuartel general) por obra de la liga regina-amalfitana-griega.
En 923 Saclabio, sucesor de Olobecchio, pacificado con los sarracenos de Sicilia, asedia y expugna el castillo de Sant'Agata del Bianco (Santa Ágata) (sobre las colinas de Regio de Calabria) y en un combate naval en el Estrecho de Mesina derrota a los ex aliados sarracenos de Sicilia consolidando su administración. El, sin embargo, ha sido vencido y muerto en 933 por los calabreses unidos a los pulleses y los amalfitanos. En Regio de Calabria, de vuelta en el dominio bizantino, es gran fiesta para los cristianos que acogen nuevamente al duque de Calabria.
Los sobrevivientes sarracenos, que se encuentran en los territorios de Sambatello (sobre las colinas de Regio de Calabria) en 940, aprovechan la lucha entre bizantinos  y longobardos para realizar actos vandálicos y de rapiña. En este periodo Xrinitòs Kaldòs es duque de Calabria. Su sucesor Leukopeno en 944 viene revocado por Constantino VII Porfirogeneta, que envía a Regio de Calabria  al nuevo duque Pascual, éste refuerza las defensas de la capital y pide refuerzos. En 946 Regio es atacada por el emir siciliano Alossan. Los refuerzos requeridos por el duque llegaron en 947 al comando de Marcos Juan y Malakeno, entonces en 950 los calabreses demuelen Sambatello con el castillo donde estaban acuartelados los sarracenos.
En 951 la ciudad fue expugnada por los sarracenos, la iglesia metropolitana deviene trasformada en mezquita y a los fieles viene impuesta la religión musulmana, pero después de algunos años (en 956) Constantino VII Porfirogeneta envía a Basilio que derrota a los sarracenos y recupera la ciudad; así fue destruida la mezquita y reedificada la iglesia metropolitana. Además en 959 llegaron a Regio de Calabria desde Constantinopla, guiados por Garbea, Mauro León y Romano Argiròs, las tropas que alejan a los Sarracenos.
En 962 el sarraceno Al-Bereq, sucesor de Saclabio, hace estragos en Calabria, sobre todo en Regio de Calabria, pero los calabreses, unidos, se enfrentan a los sarracenos en Santa Ágata derrotándolos y matando a Al-Bereq.
En 975 el emir de Sicilia Abulcasimo saquea Regio de Calabria con Sant'Agata del Bianco y otros territorios calabreses. En particular al Sur de la capital, en la zona Macellari, no pudiendo logísticamente embarcar sobre las naves de los jefes bovinos excedentes a las posibilidades, los Sarracenos "macellano" (faenan) una gran cantidad dando origen al topónimo del lugar.
En 1001 egio de Calabria cae nuevamente en las manos de los emires palermitanos, hasta 1027 cuando aparece en la ciudad el ejército bizantinos en cuyas filas militan griegos, rusos, vándalos, búlgaros, turcos, polacos, macedonios y fuerzas del catepán Bugiano de Andronico al comando del emperador Constantino VIII.
En 1036 en Regio de Calabria, el duque de Calabria, León Opo, moviliza la armada griega para expulsar a los sarracenos de Sicilia, inicialmente él obtiene numerosas victorias pero desiste de la empresa y retorna al otro lado del Estrecho de Mesina.
Dinastía normanda
En los años 1060, los normandos bajo el liderazgo de Roger, hermano de Roberto Guiscardo, establecieron su presencia en esta tierra fronteriza, y organizaron un gobierno que seguía el modelo bizantino que era regido por los magnates griegos locales de Calabria. 
Calabria fue invadida por los normandos, que la unieron al reino de Sicilia. En 1039 Guaimario IV de Salerno, aliado de los bizantinos, manda a los Normandos a Regio de Calabria guiados por Guillermo de Hauteville. Entonces el duque de Calabria Jorge Maniakes zarpa de Regio y conquista trece ciudades sicilianas.
En 1057 Roberto Guiscardo llega a Calabria, conquista Catanzaro y somete a hierro y fuego la provincia de Regio Calabria pero no llega a conquistar la ciudad. Regresa en 1059 con su hermano Roger, los dos asedian Regio de Calabria (ciudad) por largo tiempo pero por falta de pertrechos y por la extrema resistencia desistieron. En 1060 Roberto Guiscardo somete Regio a un duro asedio y la ciudad, después de larga resistencia, cede por hambre. Los defensores de Regio se establecieron primero en Squillace y después en Constantinopla, después que Roger la expugnara.
En 1061, sabiendo que Calabria ya es de los Normandos, es subdividida entre Roberto Guiscardo, duque de Calabria, y Roger, conde de Calabria. El dominio viene extenso a Apulia y desde este momento finaliza toda soberanía griega.
- Roberto confirma en Regio su Ducado de Calabria, restaura la ciudad, la fortifica y expande la cintura amurallada;
- Roger es conde de Calabria, aunque vasallo de su hermano Roberto, con sede en Vibo Valentia.

En el mismo año el Sarraceno Betameno, expulsado de Catania, se refugia en Regio de Calabria (ciudad) pidiendo ayuda a los Normandos, mientras algunos jefes de Mesina ceden su ciudad a los Normandos.
Para evitar futuros problemas bélicos con los bizantinos en Calabria, en 1081 Roberto Guiscardo ataca Constantinopla pero allí encuentra la muerte. Lo sucede su hijo Roger Borsa, al cual espera la administración de Regio de Calabria (ciudad), que continúa como capital y sede del Ducado de Calabria.
En 1088 el sarraceno Bonavert de Siracusa desembarca en Regio de Calabria destruyendo el monasterio de San Nicolás y la iglesia de San Jorge dañando las figuras de los Santos, pero Roger I de Sicilia contraataca y persigue a Bonavert, lo mata en batalla y conquista Siracusa. Por esta victoria Regio adopta a San Jorge como su protector, se dice en efecto que Roger habría estado asistido por el Santo contra Bonavert.
En 1098, el papa Urbano II nombró a Roger el equivalente de un legado apostólico más tarde formó lo que pasó a ser el Reino de Sicilia. Las divisiones administrativas creadas a finales del período medieval fueron mantenidas hasta la unificación: Calabria Citeriore (o Calabria próxima, de habla latina) en la mitad septentrional y la Calabria Ulteriore (o Calabria lejana, de habla griega) en la mitad meridional. 
En 1122 nacieron hostilidades entre Roger II de Sicilia y su primo Guillermo, nuevo duque de Calabria; el conflicto fue resuelto solo con la intervención del papa Calixto II, que logra pacificar a los dos rivales haciéndolos llegar a un acuerdo, según el cual el conde de Sicilia procura al primero un escuadrón de caballeros con el cual reprimir la revuelta del barón Jordán de Ariano. En cambio, Guillermo abandona sus propias posesiones en Sicilia y Calabria. Roger II, ya príncipe de Salerno, se apodera de Regio de Calabria y viene reconocido duque de Calabria y de Apulia, conde de Sicilia con dominio sobre Amalfi y Gaeta, sobre parte de Nápoles, sobre Tarento, Capua y Abruzo. En 1131 Roger II es coronado Rey de Sicilia y traslada su sede de Regio a Palermo (Sicilia).
En 1147 Calabria es dividida en dos Jurisdicciones dependientes de un Maestro Justiciero:
- Calabria, con capital en Regio de Calabria (ciudad);
- Valle del Crati (o Tierra Jordana) con capital en Cosenza.

Con los Normandos se inició el desmantelamiento de la red de diócesis de rito bizantino, querido por los soberanos y avalado por los Papas: fueron fundadas nuevas diócesis de rito latino (Mileto, Bagnara, San Marco Argentano) mientras las viejas fueron latinizadas (Regio de Calabria en 1082) y surgieron nuevos conventos de monjes latinos (Serra San Bruno, Abadía de Santa Maria de la Sambucina); muchas viejas diócesis griegas fueron incorporadas a diócesis ya latinizadas. La última diócesis griega, Gerace, fue unida a un obispado latino en 1482.
Cuando deviene Rey de Sicilia Federico II de Hohenstaufen, inició para Calabria un periodo de prosperidad: el rey suabo se instaló en Melfi, en la vecina Basilicata, y fundó el Castillo y el Domo de Cosenza, la fortaleza de Roca Imperial sobre el Mar Jónico y los calabreses permanecieron siempre fieles a los Hohenstaufen, aun después de la muerte de Conradino de Hohenstaufen por orden de Carlos I de Anjou, que en 1269 toma el poder en Sicilia.
Casa de Anjou
Desde el año 1266, Calabria formó parte del reino de Nápoles, bajo el dominio de la Casa de Anjou, dinastía francesa a la que el Papa dio el dominio italiano de los Hohenstaufen. El Ducado de Calabria heredó la subdivisión precedente en las dos provincias: 
- Calabria Ulterior, con capital en Catanzaro
- Calabria Citerior, con capital en Cosenza

Entre ambas provincias se distinguían tierras y ciudades feudales (entre ellas Catanzaro, Crotona, Squillace) y tierras reales.
En 1307 el Rey de Sicilia continental, Carlos II de Anjou, concedió a su hijo Roberto el título de duque de Calabria. El ducado formaba al principio abundantes entradas para la propia corte y por eso ameritaba que fuese gobernado por un virrey.
A partir del gobierno angevino, que gobernó Calabria como parte del reino de Nápoles, Calabria fue gobernada desde Nápoles hasta la unificación con Italia. 
Dinastía aragonesa
Ya desde la primera gran epidemia de peste (siglo XIV) que convulsionó a Europa, las ciudades y la economía del Mezzogiorno extremo fueron pesadamente golpeadas, tanto hasta rendir aquel territorio que desde la primera colonización griega era por siglos uno de los más productivos del mar Mediterráneo, ahora una vasta campaña despoblada. Los territorios costeros llanos (llanuras del Metaponto, Síbari, Santa Eufemia) ahora abandonados, estaban empantanados e infestados por la malaria, a excepción de la llanura de Seminara, donde la producción agrícola conservaba una débil actividad económica ligada a Regio de Calabria.
Alfonso V de Aragón conquistó el reino de Nápoles, de manera que Calabria pasó a manos de una dinastía aragonesa. Esto determinó que pasara a manos de Fernando el Católico y fuera el escenario de las guerras italianas que enfrentaron a Francia y España en el siglo XV y, ya bajo los Habsburgos españoles, en el siglo XVI.
Gobernada por una dinastía aragonesa, fue escenario de las guerras italianas entre Francia y España de finales del siglo XV y principios del XVI.
La emigración valdense en Calabria
El asentamiento en Calabria de poblaciones de religión Valdense, proveniente de los valles de los Alpes occidentales - principalmente de los valles Germanasca, Chisone y Pellice

- tal vez ya ocurrió en el período de Suabia, en el siglo XIII,

y se propaga principalmente por la primera mitad del siglo XIV. 
El historiador  Pierre Gilles, autor de una historia de las iglesias reformadas publicado en 1644, cuenta cómo en 1315 algunos propietarios de Calabria, ofrecieron fondos a los valdenses para cultivarlos en cambio de una cuota anual, con el poder de establecer algunas comunidades libres de las obligaciones feudales.

## Edad Moderna y Contemporánea
En estas épocas, Calabria siguió la misma suerte que el reino de Nápoles. Los griegos volvieron a la región en los siglos XVI y XVII. Esto fue una reacción a la conquista del Peloponeso por parte de los turcos osmanlíes. Especialmente después de la caída de Coroni (1534) gran número de griegos y albaneses buscaron, y se les concedió, refugio en la zona de Calabria, Salento y Sicily. Los griegos de Coroni - los llamados coronianos - pertenecieron a la nobleza y llevaron consigo sustancial propiedad móvil. Se les concedió especiales privilegios y exenciones fiscales. Otra parte de los griegos que se trasladaron a Italia procedían de la región de Mani del Peloponeso. Los maniotas fueron conocidos por su orgullosa tradición militar y por sus sangrientas vendettas. Estas emigraciones fortalecieron el despoblado sur italiano con un elemento culturalmente vibrante y militarmente capaz. 
En el siglo XVII, pasó a la dinastía franco-española de los Borbones, quienes crearon el Reino de las Dos Sicilias. Luego pasó a manos del hermano de Napoleón, José Bonaparte, y después del mariscal francés Joaquín Murat, quien fue ejecutada en la pequeña ciudad de Pizzo. Calabria experimentó una serie de revueltas campesinas como parte de las Revoluciones de 1848 que recorrieron Europa. Esto preparó el escenario para la eventual unificación con el resto de Italia en el año 1861, cuando el Reino de Nápoles fue llevado a la unión por Giuseppe Garibaldi. El Aspromonte fue escenario de una famosa batalla de la unificación de Italia, en la que resultó herido Garibaldi. Calabria ha pertenecido, pues, al Reino de Italia y luego a la República Italiana.
Las familias del crimen organizado llamada 'Ndrangheta de la Calabria comenzaron a aparecer en el año 1850.
Hasta mediados del siglo XX, la Italia meridional estuvo entre las más pobres de Europa y la empobrecida Calabria fue una fuente principal para la diáspora italiana de principios del siglo XX. Muchos calabrese se marcharon a los centros industriales del norte de Italia, el resto de Europa, Australia y América (especialmente Argentina, Brasil, Canadá, y los Estados Unidos). Desde los años setenta ha habido una creciente riqueza y una economía que ha mejorado mucho, basándose en la agricultura moderna, el turismo, y una creciente base comercial. Incluso aunque su renta per cápita sigue siendo inferior a la del norte o el centro de Italia, ha mejorado hasta el punto de que se está aproximando a la media de la Unión Europea.